# إيفان بتروفسكي
إيفان جورجيفيتش بتروفسكي (الروسية: Ива́н Гео́ргиевич Петро́вский) (18 يناير 1901 - 15 يناير 1973) كان عالم رياضيات سوفييتي يعمل بشكل رئيسي في مجال المعادلات التفاضلية الجزئية . ساهم بشكل كبير في حل مشاكل ديفيد هيلبرت (عالم الماني) مسالة هيلبرت التاسعة عشر ومسالة هيلبرت السادسة عشر ، واكتشف ما يسمى الآن بتروفسكي لاكوناس . كما عمل على نظريات مشاكل القيمة الحدية والاحتمالات وطوبولوجيا المنحنيات والأسطح الجبرية.

## سيرة شخصية
كان بتروفسكي طالبًا لديمتري يغوروف. وكان من بين طلابه أولغا ليديزينسكايا ويفغيني لانديس وأولغا أولينيك وسيرجي غودونوف.
قام بتروفسكي بالتدريس في معهد ستيكلوف للرياضيات. وكان عضوًا في أكاديمية العلوم السوفيتية منذ عام 1946 وحصل على لقب بطل العمل الاشتراكي في الاتحاد السوفيتي عام 1969. كان رئيسًا لجامعة موسكو الحكومية ما بين (1951-1973) ورئيسًا للمؤتمر الدولي لعلماء الرياضيات ( موسكو 1966).

## منشورات مختارة
- Petrovsky, I. G. (1937), "Über das Cauchysche Problem für Systeme von partiellen Differentialgleichungen", Recueil Mathématique (Matematicheskii Sbornik)  [لغات أخرى]‏ (بالألمانية), vol. 2 (44), pp. 815–870, JFM:63.0466.03, Zbl:0018.40503, Archived from the original on 2022-11-14{{استشهاد}}:  صيانة الاستشهاد: علامات ترقيم زائدة (link).
- Petrovsky, I. G. (1939), "Sur l'analyticité des solutions des systèmes d'équations différentielles", Recueil Mathématique (Matematicheskii Sbornik)  [لغات أخرى]‏ (بالفرنسية), vol. 5 (47), pp. 3–70, JFM:65.0405.02, MR:0001425, Zbl:0022.22601, Archived from the original on 2022-11-14{{استشهاد}}:  صيانة الاستشهاد: علامات ترقيم زائدة (link).
- Petrovsky، I. G. (1945)، "On the diffusion of waves and the lacunas for hyperbolic equations"، Recueil Mathématique (Matematicheskii Sbornik)  [لغات أخرى]‏، ج. 17 (59)، ص. 289–368، MR:0016861، Zbl:0061.21309، مؤرشف من الأصل في 2022-11-14{{استشهاد}}:  صيانة الاستشهاد: علامات ترقيم زائدة (link).
- Petrovsky، I. G. (1953)، Vorlesungen über die Theorie der Integralgleichungen، Würzburg: Physica Verlag[7]
- Petrovsky، I. G. (1954)، Lectures on partial differential equations، New York: Interscience[8]
- Petrovsky، I. G. (1954)، Vorlesungen über der gewöhnlichen Differentialgleichungen، Teubner
- Petrovsky، I. G. (1957)، Lectures on the theory of integral equations، Rochester: Graylock|[9]
- Petrowsky، I. G. (1996)، Oleinik (المحرر)، Selected works. Part I: Systems of partial differential equations and algebraic geometry، Classics of Soviet Mathematics، أمستردام: Gordon and Breach Publishers، ج. 5 (part 1)، ISBN:978-2-88124-978-5، MR:1677652، Zbl:0948.01042، مؤرشف من الأصل في 2022-11-14.
- Petrowsky، I. G. (1996)، Oleinik (المحرر)، Selected works. Part II: Differential equations and probability theory، Classics of Soviet Mathematics، أمستردام: Gordon and Breach Publishers، ج. 5 (part 2)، ISBN:978-2-88124-979-2، MR:1677648، Zbl:0948.01043، مؤرشف من الأصل في 2022-11-14.